# Suriname nos Jogos Sul-Americanos de 2014
Suriname participou dos Jogos Sul-Americanos de 2014, realizados em Santiago, Chile. Essa foi a sétima aparição do país nos Jogos Sul-Americanos desde sua primeira aparição em Lima 1990.
A delegação surinamesa foi integrada por um total de 27 atletas, sendo 21 homens e 6 mulheres, que disputaram medalhas em nove disciplinas desportivas.

## Medalhas
Os atletas do Suriname conquistaram um total de cinco medalhas, uma de ouro e quatro de bronze, o que colocou o país no 11º lugar no quadro de medalhas.
| Atleta           | Esporte   | Evento                     | Medalha |
| ---------------- | --------- | -------------------------- | ------- |
| Tosh Van Dijk    | Taekwondo | -68kg masculino            | Ouro    |
| Renzo Tjon-A-Joe | Natação   | 50 metros livres masculino | Bronze  |
| Chinyere Pigot   | Natação   | 50 metros livres feminino  | Bronze  |
| Chinyere Pigot   | Natação   | 100 metros livres feminino | Bronze  |
| Kevin Fernald    | Taekwondo | -58kg masculino            | Bronze  |

## Desempenho

### Atletismo (5 atletas)
Masculino
Feminino

### Ciclismo (1 atleta)
Masculino

### Ciclismo (3 atletas)
Masculino
Feminino

### Natação (5 atletas)
Masculino
Feminino

### Taekwondo (4 atletas)
Masculino

### Tênis (2 atletas)
Masculino

### Tênis de mesa (2 atletas)
Masculino

### Triatlo (1 atleta)
Masculino

### Voleibol de praia (4 atletas)
Masculino
Feminino